# جورج لسی
جورج لسی (انگلیسی: George Lessey؛ ‏ ۸ ژوئن ۱۸۷۹ – ۳ ژوئن ۱۹۴۷) کارگردان و بازیگر فیلم‌های صامت اهل کشور ایالات متحده آمریکا بود.
از فیلم‌هایی که وی در آن نقش داشته است، می‌توان به شکوفه در غبار، دوازدهمین عضو هیئت منصفه و بوفالو بیل اشاره کرد.